# Trydarssus
Trydarssus là một chi nhện trong họ Salticidae.